# Gottfried Heinrich Bach
Gottfried Heinrich Bach   (Leipzig, 26 de febrer de 1724 - Naumburg, 12 de febrer de 1763) era fill de Johann Sebastian Bach i el fill primogènit de la seva segona esposa Anna Magdalena Bach. Va néixer a Leipzig, on els seus pares s'havien traslladat l'any abans del seu naixement, patia retard mental.
Els biògrafs de J. S. Bach indiquen que malgrat tot tenia qualitats musicals i especialment interpretant el clavicèmbal. Va compondre obres confuses, inintel·ligibles, però ben elaborades. En paraules del seu germà Carl Philipp Emanuel, "va ser un geni, però que no es va desenvolupar". Probablement una petita peça per a teclat i l'ària So oft ich meine Tobackspfeife del Llibre d'Anna Magdalena li pertanyen.
A la mort del seu pare, el 1750, va quedar sota la custòdia de la seva mare fins que el gendre de Bach, Johann Christoph Altnickol, casat amb la seva germana Elisabeth Juliane, se'n va fer càrrec. Va rebre suport econòmic de la ciutat. La seva mare va morir el 1760. No se sap per què Gottfried Heinrich va ser enterrat a Naumburg el 1763. En aquest moment la seva germana Elisabeth Juliana Friderica Altnikol no hi vivia des de feia uns anys. S'havia traslladat de Leipzig a Naumburg quan es va casar amb Johann Christoph Altnikol el 1749, on el seu marit treballava com a organista. Després de la seva mort el 1759 va tornar a Leipzig amb les seves dues filles.